# Maredsous (bière)
Pour les articles homonymes, voir Maredsous.
La bière Maredsous est une bière belge de fermentation haute brassée pour les moines de l'abbaye de Maredsous par la brasserie Duvel.

## Histoire
Depuis son invention par un moine en 1947, la Maredsous n’a jamais été brassée à l’abbaye. Cette bière n'a jamais été produite sur les lieux mêmes de l'abbaye bénédictine de Maredsous, à Denée, en province de Namur.
En 1949, la Maredsous 6 est créée et produite dans la brasserie du Faleau à Châtelineau. À la fermeture de la brasserie du Faleau en 1960, la production déménage à la brasserie Caulier. Depuis 1963, l’abbaye a confié la production et la commercialisation à la brasserie Duvel. Aujourd’hui[Quand ?], les quatre bières de la gamme Maredsous sont produites par la brasserie industrielle Duvel-Moortgat, basée à Breendonck en Flandre.
En 2023, pour les 150 ans de l'Abbaye de Maredsous, une micro-brasserie sera ouverte sur place,.

## Variétés de bières
- Maredsous Blonde est une bière blonde et légère titrant 6 % d'alcool. Encore aujourd'hui, ce n'est plus la Maredsous blonde qui est consommée par les moines lors des repas[7].
- Maredsous Brune est une bière de couleur bordeaux foncé qui était à l'origine brassée exclusivement pour Noël. Elle titre 8 % d'alcool[8].
- Maredsous Triple est une bière blonde ambrée titrant 10 % d'alcool[9].
- Maredsous Extra est une bière blanche de 4,9% disponible exclusivement sur le site de l'abbaye[10].